# Sanada Nobutsuna
Sanada Nobutsuna (真田 信綱, 1537 – 29 de junho de 1575) foi um samurai japonês do Período Sengoku. Ele nasceu no Castelo de Matsuo e era o filho mais velho de Sanada Yukitaka, um senhor da Província de Shinano que era aliado do clã Takeda. Durante sua cerimônia de maioridade, foi lhe concedido o kanji shin (信) do nome de Takeda Shingen, fazendo seu nome se tornar Nobutsuna (信綱).
Acredita-se que a primeira campanha militar de Nobutsuna aconteceu por volta da época dos Cercos de Toishi. Ele é conhecido como um dos "Vinte e quatro Generais de Takeda Shingen". Durante a Batalha de Nagashino em 1575, Nobotsuna foi morto em combate.

## Família
Após a morte de Nobutsuna, seu irmão mais novo, Masayuki se tornou o líder do clã. A filha de Nobutsuna, Seiin-in, foi a primeira esposa de Sanada Nobuyuki (o filho mais velho de Masayuki). Mais tarde ela foi rebaixada a concubina.